# 琉球バス交通与根営業所
琉球バス交通与根営業所（りゅうきゅうばすこうつうよねえいぎょうしょ）は、沖縄県豊見城市字与根にあった琉球バス交通の管轄する営業所。
2006年（平成18年）2月19日以前は、55番（牧港線）、56番（浦添線）、88番（宜野湾線）、98番（琉大（バイパス）線）をはじめ、那覇バスターミナル発着路線や豊見城市内一周線の車庫であった。同年2月20日以後は上記4路線が豊見城市我那覇まで延長されたため、起点、終点地ともなった。
2008年（平成20年）8月1日に豊崎営業所へ移転し、当営業所は閉鎖された。

## 経緯
- 2006年
  - 2月20日 55番（牧港線）、56番（浦添線）、88番（宜野湾線）、98番（琉大（バイパス）線）の起終点地となる（正確には我那覇が起終点）。
  - 9月1日 琉球バスから琉球バス交通への経営譲渡に伴い、琉球バス交通与根営業所となる。
  - 9月1日 56番（浦添線）の起終点が具志三丁目に変更。また、99番（天久新都心線）の起終点地ともなる（正確には具志三丁目が起終点）。
- 2007年
  - 6月25日 56番（浦添線）の起終点が我那覇に変更。
  - 9月10日 56番（浦添線）の起終点が伊良波に変更。
- 2008年8月1日 豊崎営業所に移転し、閉鎖される。

## 周辺
- 豊見城警察署

## 接続していた路線
- 55番（牧港線）
- 56番（浦添線）
- 88番（宜野湾線）
- 98番（琉大（バイパス）線）
- 99番（天久新都心線）
- 105番（豊見城市内一周線）